# 猪肉
猪肉（いのししにく、ししにく、ちょにく）は、イノシシの肉。食肉とされる。牡丹肉（ぼたんにく）とも呼ばれる。煮込むとちぢれた紫紅色の牡丹の花のようになることが由来。獣肉食を避けた名残で山鯨（やまくじら）という別称もある。

## 特徴
肉色は赤く、子猪ではピンク色になり、肉質は豚肉に近い。系統などが固定されていないため、家畜と比べて個体差が大きい。また、雌より雄の方が肉が軟らかいとされる。捕獲したイノシシをケージで飼育する事もあるが、家畜用の飼料を与えて運動量が少ない場合は、豚肉と同様の食味になる。
野生動物の肉としては需要が多く、フランスでは1984年の時点で年間6万頭の狩猟だけでは需要を満たせず、飼育業者から年間3万6千頭が出荷され、イタリアやスペインから年間900トンの猪肉が輸入されていた。日本では20世紀後半に年間5 - 8万頭だった捕獲数が2002年以降は20万頭以上に増加しており、かつシカなどと比較しても活発に食肉として利用されている。
歴史的には、旧石器時代から現代までを通じてイノシシは人類にとって重要な狩猟対象となっている。このため、日本では縄文時代早期の遺跡からもイノシシが出土する。イノシシは縄文時代を通じてシカとともに主要な狩猟獣となっている。また、狩猟だけでなく飼育の対象にもなっており、特にブタは長距離の移動が困難なため、移住先でイノシシを捕獲して飼育する試みがユーラシア大陸各地で行われてきた。日本列島では縄文時代にイノシシの飼養が行われていたと考えられており、弥生時代には大陸から家畜化されたブタが導入された。
解体時に素手で触れたり、調理時の加熱が不十分な場合、ウェステルマン肺吸虫や有鉤条虫、旋毛虫が人間に感染する事がある。また、野生の猪肉の喫食が原因となったE型肝炎感染も報告されている。

## 処理方法
射殺した場合は、できるだけ早く血抜きを行う。西表島などほとんど血抜きをしない地域もあるが、その場合は特有の臭みが肉に生じる。皮を剥がない場合、ガスバーナーで体毛を焼いて水をかけタワシなどで皮をこする。臭いが強い尿は、肉に付着しないようこの時点で絞り出す事もある。
頭部を胴体から切断し、腹部を切り開いて内臓を取り出す。胆汁は強い臭いがあるため肉にかからないようにし、レバーや胆嚢などを分割する。血抜きを十分に行うためには、ここでさらに清流などで肉を水洗する。ここまでは狩猟者が処理を行う事も多い。フランスでは、この状態で10日間ほど置いて柔らかくなって熟成するのを待つ。皮を剥いだ後、胴体の肉は肩、ロース、ばら肉、モモなどに切り分けられる。日本では野生のイノシシは屠畜場法の対象外のため、ガイドラインや処理マニュアルを制定している自治体も多い。

### 安全確保
食肉
解体までに獣医師による病原微生物や寄生虫の検査が行われておらず、リスクの高い肉と指摘されている。
寄生虫症、E型肝炎ウイルスや病原性大腸菌などの食中毒原因病原体に汚染されているため、生で食用とした場合、感染症を発症する恐れがある。厚生労働省は「よく加熱して食べる」ように注意を促している。2016年にクマ肉の焼き肉やカツに調理した料理を食べて、旋毛虫（トリヒナ）食中毒を発症した事例をうけて厚生労働省は、改めて「野生鳥獣肉の衛生管理に関する指針」（厚労省、2014年）の遵守を求める通知を発した。
ジビエ肉を食べた当人に自覚症状などが出なくても、その献血から輸血された病人が、ジビエ肉由来の病原微生物により発症した例も報告されている。また、人だけでなくペットに対しても、獣生肉を与える事を止めるよう指摘している獣医師もいる。

## 成分とその変化
イノシシを家畜化したブタと同じ部位を比較すると、水分やミネラル、タンパク質は猪肉の方が豚肉より多い。一方で脂肪やビタミンB1は豚肉の方が多く、特に猪肉の脂肪はばら肉でも約12%と、豚肉の半分以下である。また、体重が30kg未満の個体の肉は、それ以上の体重の個体に比べて加熱後も柔らかく肉汁の量が多いという特徴がある。
屠殺後、猪肉中のタンパク質は酵素などの作用によって代謝される。この際、屠殺後の温度が高いほどグルタミン酸の生成量は多くなり、また冷蔵保管すると時間の経過とともにグルタミン酸が増加する。一方で、イノシン酸は5°C以下で冷蔵すると3 - 4日後まで増加し、その後は減少に転じる。このため、屠殺後に外気温で放置するとグルタミン酸は豊富だがイノシン酸が極度に少なくなり、冷却した方が両者の相乗効果によってうま味が増す。
夏季のイノシシは栄養状態が年間で最低の状態にあり、秋季から堅果類を食べると状態が改善されて、初冬までにかけて脂肪の蓄積量が増える。また、年ごとに異なる堅果類の採取可能量や種類によってもイノシシの栄養状態は影響を受け、クヌギなどのコナラ属より脂肪含有率の低いスダジイなどシイ属の実が主な食料となる場合は、猪肉の脂肪量は低下する。
猪肉に含まれる水分は夏から秋に捕獲されたイノシシの肉が最も少なく、冬に捕獲されたものが最も多い。また、加熱後の肉汁の量も冬季のものが最も多く、一方で硬さを表すせん断力は夏季のものが最も高い。すなわち、冬季に捕獲した猪肉はジューシーで柔らかく、夏季の猪肉は硬くて脂肪含有量も低いという傾向がある。冬季の猪肉は高価格だが夏季は需要が少ない日本の市場の傾向は、肉質の特性を反映していると考えられる。

## 日本国内の主な猪肉産地
- 栃木県那珂川町 - 2009年にイノシシ専用の食肉処理施設を建設し、八溝山地などで捕獲されたイノシシを食肉に加工している[32]。八溝ししまるという商標で年間100頭以上を処理して町内外の飲食店などに出荷しており、農業の獣害対策を兼ねている[33]。
- 群馬県中之条町 - 2007年から、あがしし君処理工房というイノシシ専用の食肉処理施設を運営し、年間100頭以上を処理している[34]。
- 三重県大台町-2000年ごろから食肉処理施設を持つ業者が、町内で獲れたイノシシを食肉に加工している。みえジビエという特別な処理方法で食肉加工した肉を名産品として売り出しており、町内では食事処「花咲くところ」にて食べることが出来る。
- 兵庫県丹波篠山市 - 近世以前から付近の里山に生息するイノシシの肉を食べる習慣があり、20世紀前半には篠山連隊の給食にも用いられたという[35]。1970年代頃までは年間数千頭が狩猟され、全国に出荷されていた[36]。しかしグルメブームによるぼたん鍋の人気過熱などから乱獲が進み、篠山地区の里山に生息するイノシシは2000年頃には200 - 300頭まで減少した[37]。
- 島根県美郷町 - 2004年におおち山くじら生産者組合（2017年 株式会社おおち山くじらへ事業譲渡）が旧・邑智町で設立され、その後は年間300頭以上の捕獲イノシシのうち100頭以上を食肉加工している[38]。精肉だけでなく、焼売や肉団子などの加工食品も町内のグループによって生産され、道の駅などで販売されている[39]。
- 広島県呉市 - 倉橋島では、旧・倉橋町が2002年に農産物加工センターを増築する形でイノシシの食肉処理施設を設置した[40]。また、旧・川尻町では2004年に野呂山にイノシシの解体処理施設を建設し、猟友会に運営を委託している[41]。年間数十頭が食肉加工され、野呂山の国民宿舎に提供されている[41]。
- 長崎県佐世保市 - 旧江迎町では2003年から食肉処理施設を運用し、年間数十頭を処理している[42]。県内の料理店などに出荷するほか、ハムなどの委託生産も行っている[43]。
- 沖縄県竹富町 - 西表島などで、リュウキュウイノシシが捕獲され食用とされている[44]。かつては、猟師1人で1日に10頭以上を捕獲する事もあったという[44]。

## 調理方法
フランスなどでは、調理前に赤ワインや香味野菜に漬けてマリネ処理を施すことが多い。テリーヌやローストポークなどの料理に利用される。ばら肉は東坡肉、肩肉はブラウンシチューにそれぞれ適している、という報告もある。日本では、ぼたん鍋が冬の味覚を代表する料理の一つと言われる。また、焼肉やチャンプルーなどにも用いられる。

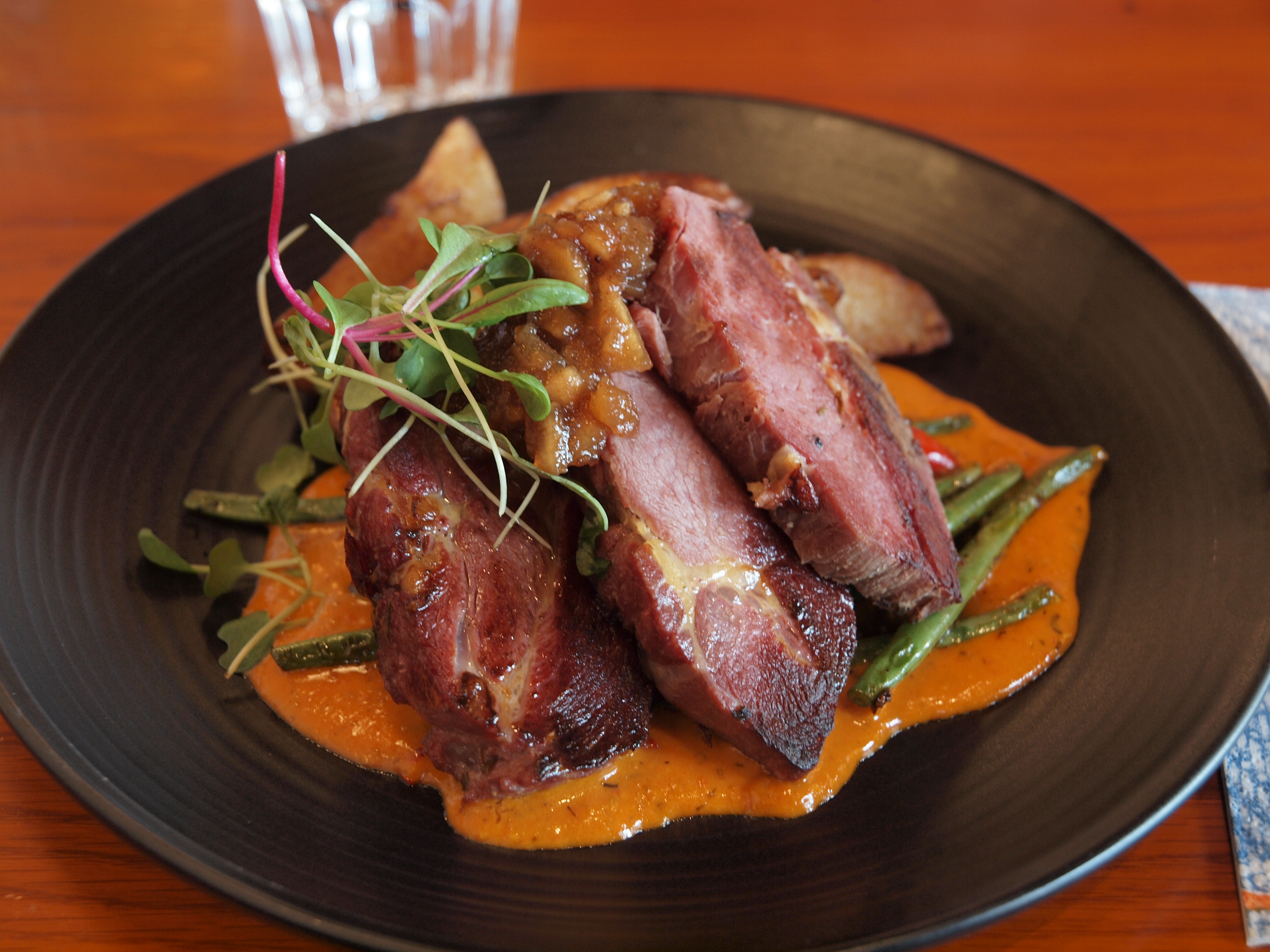
ヘルシンキのレストランの猪肉のステーキ
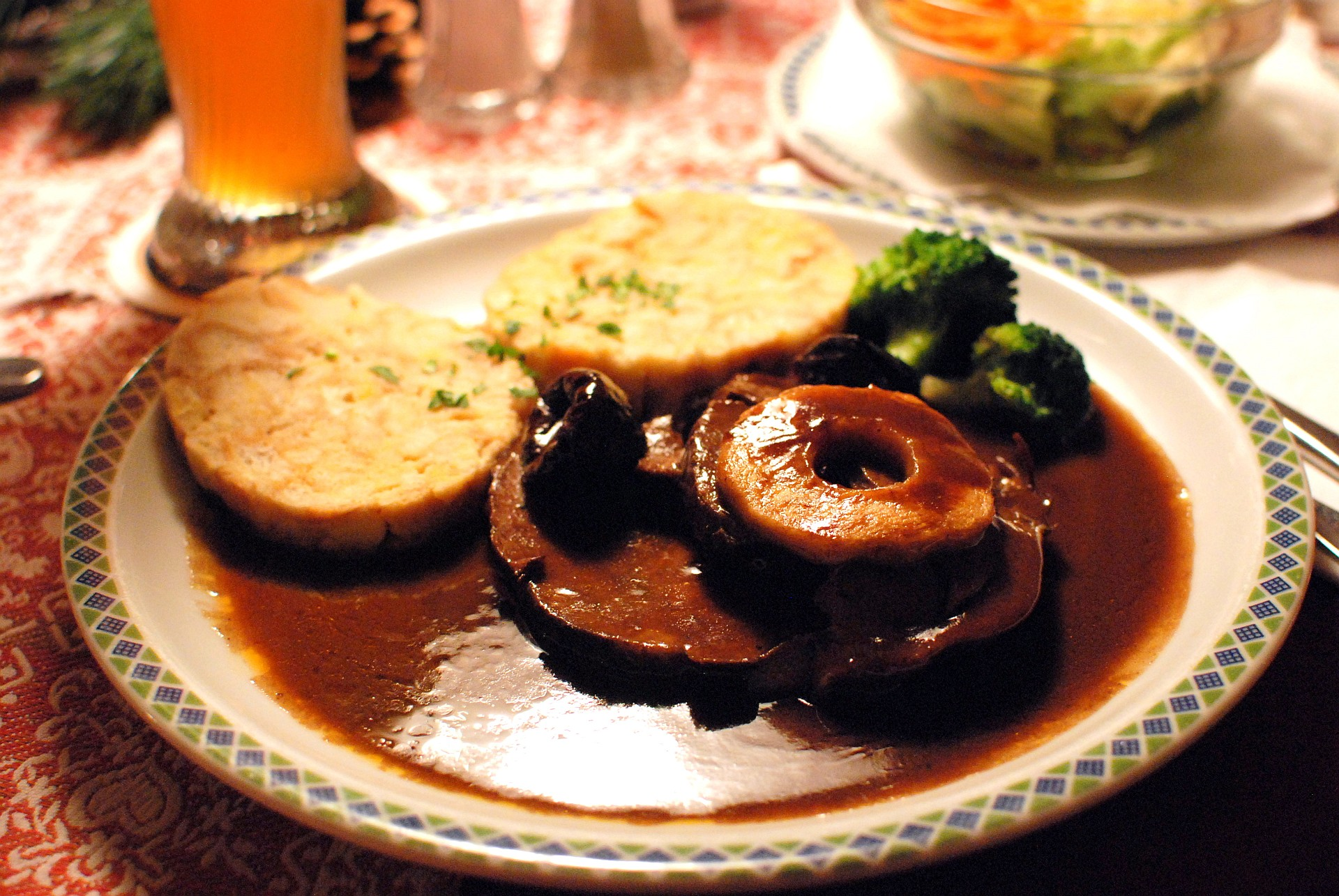
チロル州の、ダンプリングを添えたロースト猪肉
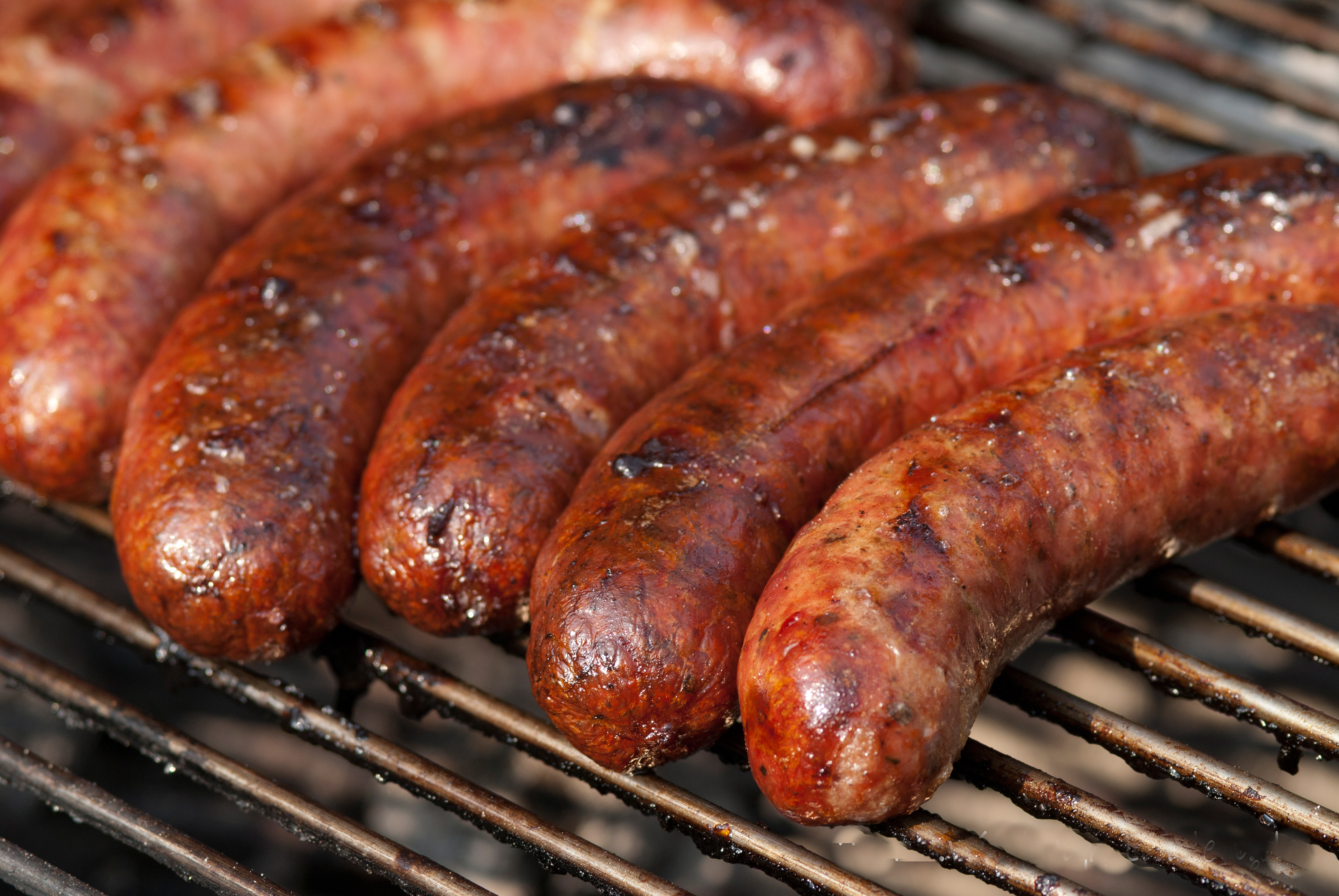
猪肉のソーセージ
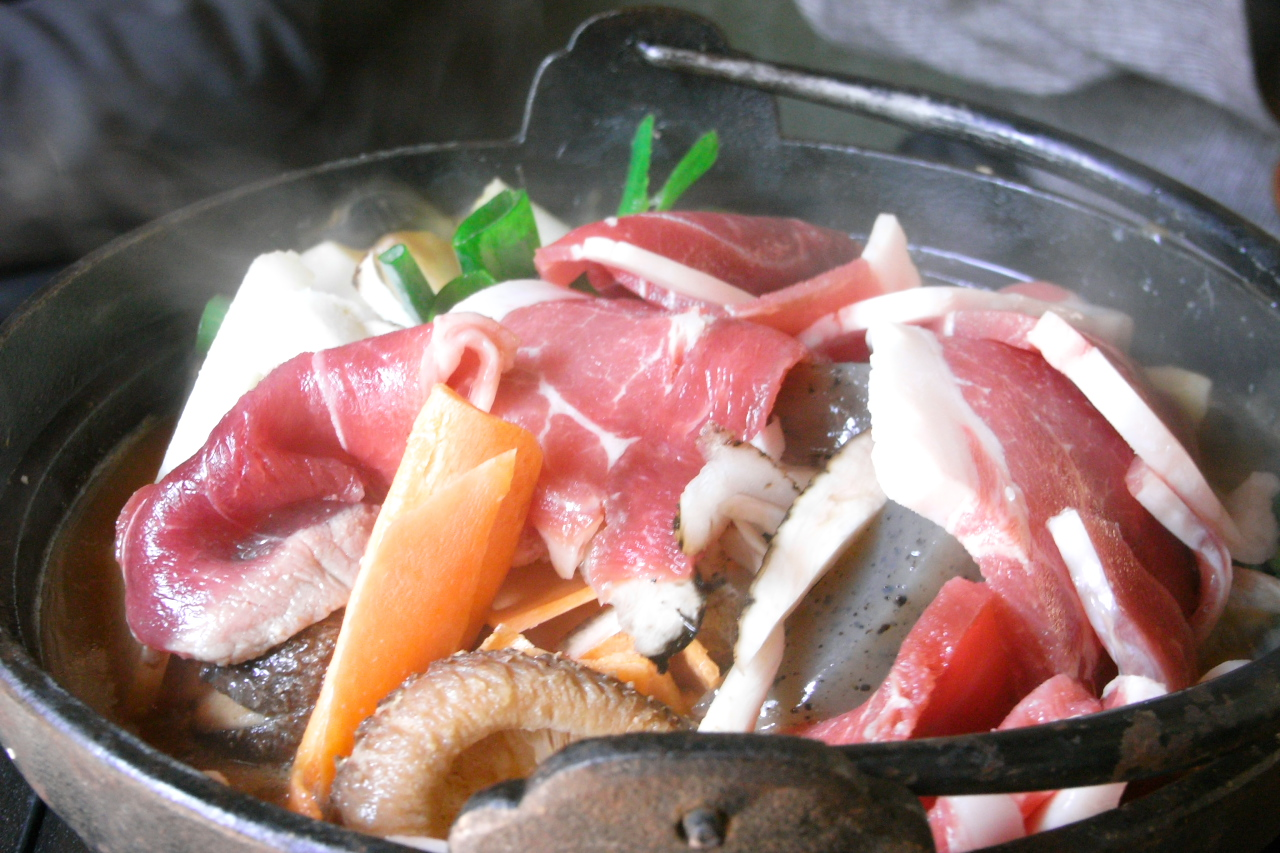
静岡県河津町のぼたん鍋